# Lega Nord Vallée d'Aoste

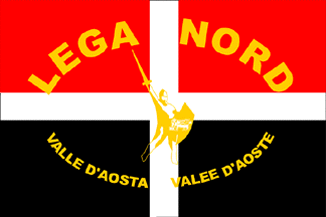
Alternatieve vlag van Valle d'Aosta, zoals gevoerd door de Lega Nord.

De Lega Nord Vallée d'Aoste (Italiaans) or Ligue du nord Vallée d'Aoste (Frans) is een Italiaanse regionalistische partij uit de Noord-Italiaanse regio Aostadal, opgericht in 1991. Hoewel de partij aansloten is bij de landelijke Lega Nord, is de partij eveneens vaak nauw verweven met de Valdostaanse tak van de Arpitaanse Beweging. De LNVdA neemt deel aan regionale, nationale en Europese verkiezingen.

## Geschiedenis
Bij de Italiaanse parlementsverkiezingen 1996 was Joseph Henriet kandidaat namens de Lega Nord in het Aostadal, waar hij 9,67% van de stemmen kreeg. Dit bleek niet voldoende om het Aostadal te vertegenwoordigen in de Senaat. Onder de naam Lega Nord - Val d'Aohta Libra (Noordelijke Liga - Aostavallei onafhankelijk) behaalde de partij tijdens de Regionale verkiezingen van 1998 in het Aostavallei slechts 3,39% van de stemmen, waarna Henriet binnen de partij afscheid nam als voorzitter en verderging als politiek secretaris.
In mei 2014 stond de politica Zeudi Zoso namens de Valdostaanse tak van de Arpitaanse beweging op de kandidatenlijst van de Lega Nord voor de Europese Parlementsverkiezingen 2014. In het kiesdistrict Noord-West Italië, kreeg de Lega Nord 11,71% van de stemmen, wat geen zetel opleverde voor Zoso omdat ze niet hoog genoeg geplaatst was op de kandidatenlijst om uiteindelijk in aanmerking te komen voor een zetel.